# Alejandro Giglio
Alejandro Giglio (Buenos Aires, 30 agosto 1905 – ...) è stato un calciatore argentino, di ruolo centrocampista.
In Italia il suo nome venne italianizzato in Alessandro.

## Caratteristiche tecniche
In Italia giocò come mediano, mentre in Argentina aveva ricoperto il ruolo di centromediano.

## Carriera
In patria gioca tra le file dell'Huracán, con cui vince la Copa Campeonato 1925, dal 1925 al 1927.
In seguito gioca per tre anni con il River Plate e per una stagione allo Sportivo Buenos Aires.
Si trasferisce in Italia agli inizi del 1931, per giocare con il Genova 1893. Con i rossoblu esordisce il 1º marzo, nella vittoria casalinga per 3-2 contro il Livorno. Con il Grifone raggiunge il quarto posto della Serie A 1930-1931 e l'undicesimo in quella successiva.
Nel 1933 torna al River Plate, club con cui raggiunge il quarto posto della Primera División.

## Palmarès

### Club

#### Competizioni nazionali
- Copa Campeonato: 1

Huracán: 1925